# FIBA Hall of Fame
Le FIBA Hall of Fame est un temple de la renommée créé par la Fédération internationale de basket-ball (FIBA) pour honorer les plus grandes vedettes du basket-ball international (joueurs, entraîneurs, officiels et personnalités marquantes). Il a été créé en 1991, sans structure pour l’accueillir. Un musée a été inauguré en 2007 à Alcobendas, en Espagne. En 2010, la Fondation Pedro Ferrandiz ferme ses portes et le FIBA Hall of Fame et sa collection historique déménagent en Suisse, au siège mondial de la FIBA, à la Maison du Basket Patrick Baumann, un bâtiment en forme de main bâtie sur une superficie de 8 500 m2, avec une vue sur le lac Léman et les Alpes.
La Maison du Basket Patrick Baumann inclut la « bibliothèque Pedro Ferrándiz », la plus grande bibliothèque dédiée au basket-ball d'Europe, recouvrant plus de 7 000 livres et 700 magazines provenant de 60 pays.
Le bâtiment, qui contient également un musée, se situe à Mies en Suisse est financé par la Fondation International de Basketball. Il fut inauguré lors du 81e anniversaire de la FIBA, en 2013.
Depuis l’édition inaugurale, des cérémonies d’intronisation ont eu lieu en 2007, 2009,  2010, 2013, 2015, 2016, 2017, 2019, 2021, 2022, 2023, 2024 et 2025.

## Tableau des lauréats
Clé :
|  |  | Également élu au Basketball Hall of Fame |

### Joueurs
| Année | Lauréat                   | Nationalité               | Pos.  | Palmarès | Ref.   |
| ----- | ------------------------- | ------------------------- | ----- | -------- | ------ |
| 2007  | Aleksandr Belov           | Russie                    | C     |          |        |
| 2007  | Sergueï Belov             | Russie                    | G     |          |        |
| 2007  | Emiliano Rodríguez        | Espagne                   | F     |          |        |
| 2007  | Bill Russell              | États-Unis                | C     |          |        |
| 2007  | Radivoj Korać             | Serbie                    | PF    |          |        |
| 2007  | Krešimir Ćosić            | Croatie                   | C     |          |        |
| 2007  | Teófilo Cruz              | Porto Rico                | C     |          |        |
| 2007  | Dražen Dalipagić          | Serbie                    | F     |          | [ 12 ] |
| 2007  | Ivo Daneu                 | Slovénie                  | G     |          |        |
| 2007  | Mirza Delibašić           | Bosnie-Herzégovine        | SG    |          |        |
| 2007  | Oscar Furlong             | Argentine                 | C     |          |        |
| 2007  | Níkos Gális               | Grèce                     | SG    |          | [ 13 ] |
| 2007  | Fernando Martín           | Espagne                   | C     |          |        |
| 2007  | Pierluigi Marzorati       | Italie                    | PG    |          |        |
| 2007  | Amaury Pasos              | Brésil                    | PF    |          |        |
| 2007  | Dražen Petrović           | Croatie                   | SG/PG |          |        |
| 2009  | Ubiratan Pereira          | Brésil                    | C     |          | [ 2 ]  |
| 2009  | Ricardo González          | Argentine                 | SG    |          | [ 2 ]  |
| 2009  | Oscar Robertson           | États-Unis                | PG    |          | [ 2 ]  |
| 2010  | Dragan Kicanović          | Serbie                    | SG    |          |        |
| 2010  | Vlade Divac               | Serbie                    | C     |          | [ 14 ] |
| 2010  | Dino Meneghin             | Italie                    | C     |          |        |
| 2010  | Arvydas Sabonis           | Lituanie                  | C     |          |        |
| 2010  | Oscar Schmidt             | Brésil                    | F     |          |        |
| 2013  | David Robinson            | États-Unis                | C     |          |        |
| 2013  | Zoran Slavnić             | Serbie                    | PG    |          |        |
| 2013  | Andrew Gaze               | Australie                 | SG    |          |        |
| 2013  | Jean-Jacques Conceição    | Angola                    | F     |          |        |
| 2015  | Ruperto Herrera           | Cuba                      | SG    |          | [ 15 ] |
| 2015  | Michael Jordan            | États-Unis                | SG/SF |          | [ 15 ] |
| 2015  | Šarūnas Marčiulionis      | Lituanie                  | SG    |          | [ 15 ] |
| 2015  | Antoine Rigaudeau         | France                    | G     |          | [ 15 ] |
| 2015  | Vladimir Tkatchenko       | Ukraine                   | C     |          | [ 15 ] |
| 2016  | Panayiótis Fasoúlas       | Grèce                     | C     |          | [ 16 ] |
| 2016  | Hakeem Olajuwon           | Nigeria                   | C     |          | [ 16 ] |
| 2016  | Juan Antonio San Epifanio | Espagne                   | SF    |          | [ 16 ] |
| 2016  | Manuel Raga               | Mexique                   | PG    |          | [ 16 ] |
| 2017  | Miki Berkovich            | Israël                    | SG    |          |        |
| 2017  | Pero Cameron              | Nouvelle-Zélande          | PF    |          |        |
| 2017  | Toni Kukoč                | Yougoslavie Croatie       | F     |          |        |
| 2017  | Shaquille O'Neal          | États-Unis                | C     |          |        |
| 2017  | Valdis Valters            | Lettonie                  | PG    |          |        |
| 2017  | Dream Team                | États-Unis                |       |          |        |
| 2019  | Atanas Golomeev           | Bulgarie                  |       |          |        |
| 2019  | Alonzo Mourning           | États-Unis                |       |          |        |
| 2019  | Fabricio Oberto           | Argentine                 |       |          |        |
| 2019  | José Ortiz                | Porto Rico                |       |          |        |
| 2019  | Mohsen Medhat Warda (en)  | Égypte                    |       |          |        |
| 2019  | Jiří Zídek Sr.            | Tchécoslovaquie           |       |          |        |
| 2020  | Mieczysław Łopatka        | Argentine                 |       |          |        |
| 2020  | Steve Nash                | Canada                    |       |          |        |
| 2020  | Modestas Paulauskas       | Union soviétique Lituanie |       |          |        |
| 2020  | Kenichi Sako              | Japon                     |       |          |        |
| 2020  | Sasha Volkov              | Union soviétique Ukraine  |       |          |        |
| 2020  | Jure Zdovc                | Yougoslavie Slovénie      |       |          |        |
| 2021  | Mathieu Faye              | Sénégal                   |       |          |        |
| 2021  | Panagiotis Giannakis      | Grèce                     |       |          |        |
| 2021  | Stano Kropilák            | Tchécoslovaquie           |       |          |        |
| 2021  | Oscar Moglia              | Uruguay                   |       |          |        |
| 2021  | Detlef Schrempf           | Allemagne                 |       |          |        |
| 2021  | Sergei Tarakanov          | Union soviétique Russie   |       |          |        |
| 2023  | Ângelo Victoriano         | Angola                    |       |          |        |
| 2023  | Sony Hendrawan            | Indonésie                 |       |          |        |
| 2023  | Wlamir Marques            | Brésil                    |       |          |        |
| 2023  | Zurab Sakandelidze        | Union soviétique Géorgie  |       |          |        |
| 2023  | Carlos Loyzaga            | Philippines               |       |          |        |
| 2023  | Yao Ming                  | Chine                     |       |          |        |
| 2024  | Reggie Miller             | États-Unis                |       |          | [ 17 ] |
| 2024  | Kirk Penney               | Nouvelle-Zélande          |       |          | [ 17 ] |
| 2024  | Romain Sato               | République centrafricaine |       |          | [ 17 ] |
| 2024  | Peja Stojakovic           | Serbie                    |       |          | [ 17 ] |
| 2025  | Alphonse Bilé             | Côte d'Ivoire             |       |          | [ 18 ] |
| 2025  | Andrew Bogut              | Australie                 |       |          | [ 18 ] |
| 2025  | Pau Gasol                 | Espagne                   |       |          | [ 18 ] |
| 2025  | Fadi El Khatib            | Liban                     |       |          | [ 18 ] |
| 2025  | Ratko Radovanovic         | Serbie                    |       |          | [ 18 ] |

### Joueuses
| Année | Lauréat                           | Nationalité        | Pos.  | Palmarès | Ref.   |
| ----- | --------------------------------- | ------------------ | ----- | -------- | ------ |
| 2007  | Liliana Ronchetti                 | Italie             | G     |          |        |
| 2007  | Vanya Voynova                     | Bulgarie           | C     |          |        |
| 2007  | Uļjana Semjonova                  | Lettonie           | C     |          |        |
| 2007  | Hortência Marcari                 | Brésil             | SG    |          |        |
| 2007  | Ann Meyers                        | États-Unis         | G     |          |        |
| 2009  | Jacky Chazalon                    | France             | PG    |          | [ 2 ]  |
| 2010  | Cheryl Miller                     | États-Unis         | SF/PF |          |        |
| 2010  | Natalia Zassoulskaïa              | Russie             | PF    |          |        |
| 2013  | Teresa Edwards                    | États-Unis         | SG    |          |        |
| 2013  | Maria Paula Gonçalves da Silva    | Brésil             | PG    |          |        |
| 2015  | Anne Donovan                      | États-Unis         | C     |          | [ 15 ] |
| 2016  | Michele Timms                     | Australie          | G     |          | [ 16 ] |
| 2017  | Razija Mujanović                  | Bosnie-Herzégovine | C     |          |        |
| 2019  | Janeth Arcain                     | Brésil             |       |          |        |
| 2019  | Margo Dydek                       | Pologne            |       |          |        |
| 2020  | Isabelle Fijalkowski              | France             |       |          |        |
| 2020  | Ágnes Németh (en)                 | Hongrie            |       |          |        |
| 2020  | Shin-Ja Park (en)                 | Corée du Sud       |       |          |        |
| 2021  | Hana Horáková                     | Tchéquie           |       |          |        |
| 2021  | Penka Stoyanova                   | Bulgarie           |       |          |        |
| 2021  | Zheng Haixia                      | États-Unis         |       |          |        |
| 2022  | Lisa Leslie                       | États-Unis         |       |          |        |
| 2022  | Robyn Maher                       | Australie          |       |          |        |
| 2022  | Catarina Pollini (en)             | Italie             |       |          |        |
| 2022  | Jurgita Štreimikytė-Virbickienė   | Lituanie           |       |          |        |
| 2022  | Mame Maty Mbengue                 | Sénégal            |       |          |        |
| 2023  | Yuko Oga                          | Japon              |       |          |        |
| 2023  | Katrina McClain                   | États-Unis         |       |          |        |
| 2023  | Amaya Valdemoro                   | Espagne            |       |          |        |
| 2023  | Penny Taylor                      | Australie          |       |          |        |
| 2024  | Miao Lijie                        | Chine              |       |          | [ 17 ] |
| 2024  | Danira Bilić (en)                 | Croatie            |       |          | [ 17 ] |
| 2024  | Skaidrīte Smildziņa-Budovska (en) | Lettonie           |       |          | [ 17 ] |
| 2025  | Leonor Borrell (en)               | Cuba               |       |          | [ 18 ] |
| 2025  | Ticha Penicheiro                  | Portugal           |       |          | [ 18 ] |
| 2025  | Dawn Staley                       | États-Unis         |       |          | [ 18 ] |

### Entraîneurs
| Année | Lauréat                    | Nationalité          | Palmarès | Ref.   |        |
| ----- | -------------------------- | -------------------- | -------- | ------ | ------ |
| 2007  | Antonio Díaz-Miguel        | Espagne              |          |        |        |
| 2007  | Aleksandr Gomelski         | Russie               |          |        |        |
| 2007  | Henry "Hank" Iba           | États-Unis           |          |        |        |
| 2007  | Vladimir Kondrachine       | Russie               |          |        |        |
| 2007  | Aleksandar Nikolić         | Serbie               |          |        |        |
| 2007  | Giancarlo Primo            | Italie               |          |        |        |
| 2007  | Dean Smith                 | États-Unis           |          |        |        |
| 2007  | Togo Renan Soares "Kanela" | Brésil               |          |        |        |
| 2007  | Ranko Žeravica             | Serbie               |          |        |        |
| 2009  | Pedro Ferrándiz            | Espagne              |          | [ 2 ]  |        |
| 2009  | Pete Newell                | États-Unis           |          | [ 2 ]  |        |
| 2010  | Evgueni Gomelski           | Russie               |          |        |        |
| 2010  | Lindsay Gaze               | Australie            |          |        |        |
| 2010  | Mirko Novosel              | Croatie              |          |        |        |
| 2013  | John "Jack" Donohue        | Canada               |          |        |        |
| 2013  | Cesare Rubini              | Italie               |          |        |        |
| 2016  | Jorge Canavesi             | Argentine            |          | [ 16 ] |        |
| 2017  | Dušan Ivković              | Serbie               |          |        |        |
| 2019  | Bogdan Tanjević            | Yougoslavie Mongolie |          |        |        |
| 2019  | Mou Zuoyun (en)            | Chine                |          |        |        |
| 2020  | Svetislav Pešić            | Serbie               |          |        |        |
| 2020  | Rubén Magnano              | Argentine            |          |        |        |
| 2021  | Chuck Daly                 | États-Unis           |          |        |        |
| 2021  | Tom Maher                  | Australie            |          |        |        |
| 2021  | Ettore Messina             | Italie               |          |        |        |
| 2022  | Geno Auriemma              | États-Unis           |          |        |        |
| 2022  | Antonio Carlos Barbosa     | Serbie               |          |        |        |
| 2022  | Milan Vasojević (en)       | Serbie               |          |        |        |
| 2022  | Sandro Gamba               | Italie               |          |        |        |
| 2024  | Dan Peterson               | États-Unis           |          |        | [ 17 ] |
| 2025  | Mike Krzyzewski            | États-Unis           |          |        | [ 18 ] |

NB:
- Newell est né au Canada, mais est considéré comme Américain car il a acquis cette nationalité au début de sa carrière et a effectué sa carrière d'entraîneur aux États-Unis. De plus, il est introduit au Naismith Memorial Hall of Fame comme contributeur et non comme entraîneur.

### Entraîneures feminines
| Année | Lauréat           | Nationalité | Palmarès | Ref.   |
| ----- | ----------------- | ----------- | -------- | ------ |
| 2007  | Lidia Alexeyeva   | Russie      |          |        |
| 2009  | Kay Yow           | États-Unis  |          | [ 2 ]  |
| 2013  | Pat Summitt       | États-Unis  |          |        |
| 2015  | Jan Stirling      | Australie   |          | [ 15 ] |
| 2019  | Natália Hejková   | Slovaquie   |          |        |
| 2020  | Tara VanDerveer   | États-Unis  |          |        |
| 2022  | María Planas (en) | Espagne     |          |        |
| 2023  | Valérie Garnier   | France      |          |        |

### Officiels
| Année | Lauréat            | Nationalité | Palmarès | Ref.   |
| ----- | ------------------ | ----------- | -------- | ------ |
| 2007  | Obrad Belošević    | Serbie      |          |        |
| 2007  | Mario Hopenhaym    | Uruguay     |          |        |
| 2007  | Ervin Kassai       | Hongrie     |          |        |
| 2007  | Vladimir Kostine   | Russie      |          |        |
| 2007  | Allen Rae          | Canada      |          |        |
| 2007  | Pietro Reverberi   | Italie      |          |        |
| 2007  | Renato Righetto    | Brésil      |          |        |
| 2009  | Artenik Arabadjian | Bulgarie    |          | [ 2 ]  |
| 2009  | Marcel Pfeuti      | Suisse      |          | [ 2 ]  |
| 2010  | Jim Bain           | États-Unis  |          |        |
| 2010  | Konstantínos Dímou | Grèce       |          |        |
| 2013  | Valentin Lazarov   | Bulgarie    |          |        |
| 2013  | Kóstas Rígas       | Grèce       |          |        |
| 2015  | Robert Blanchard   | France      |          | [ 15 ] |

### Contributeurs
- les 8 fédérations fondatrices de la FIBA (Argentine, Tchécoslovaquie, Grèce, Italie, Lettonie, Portugal, Roumanie, Suisse)
- Serbie : Nebojša Popović, Borislav Stanković, Radomir Šaper
- Espagne : Anselmo López, Raimundo Saporta, Ernesto Segura de Luna, Juan Antonio Samaranch
- États-Unis : David Stern[16], Willard N. Greim, George Killian, Edward S. Steitz
- Italie : Decio Scuri, Aldo Vitale
- Brésil : Antonio dos Reis Carneiro, José Cláudio dos Reis
- Égypte : Abdel Azim Ashry, Abdel Moneim Wahby
- Russie : Nikolaï Semachko
- France : Robert Busnel
- Royaume-Uni : Renato William Jones
- Turquie : Turgut Atakol
- Pologne : Marian Kozłowski
- Hongrie : Ferenc Hepp
- Autriche : August Pitzl
- Suisse : Léon Bouffard
- Canada : James Naismith
- Pérou : Eduardo Airaldi Rivarola
- Philippines : Dionisio "Chito" Calvo
- Japon : Yoshimi Ueda
- Corée du sud : Yoon Duk-joo
- Australie : Al Ramsay
- Argentine : Luis Martín (it)[2]
- Allemagne : Hans-Joachim Otto
- Sénégal : Abdoulaye Seye Moreau
- Israël : Noah Klieger[15]